# Ламбертвілл (Нью-Джерсі)
Ламбертвілл (англ. Lambertville) — місто (англ. city) в США, в окрузі Гантердон штату Нью-Джерсі. Населення — 4139 осіб (2020).

## Географія
Ламбертвілл розташований за координатами 40°22′7″ пн. ш. 74°56′35″ зх. д. / 40.36861° пн. ш. 74.94306° зх. д. (40.368563, -74.943049).  За даними Бюро перепису населення США в 2010 році місто мало площу 3,36 км², з яких 2,99 км² — суходіл та 0,37 км² — водойми. В 2017 році площа становила 3,17 км², з яких 2,81 км² — суходіл та 0,36 км² — водойми.

### Клімат
| Клімат : Ламбертвілл  | Клімат : Ламбертвілл | Клімат : Ламбертвілл | Клімат : Ламбертвілл | Клімат : Ламбертвілл | Клімат : Ламбертвілл | Клімат : Ламбертвілл | Клімат : Ламбертвілл | Клімат : Ламбертвілл | Клімат : Ламбертвілл | Клімат : Ламбертвілл | Клімат : Ламбертвілл | Клімат : Ламбертвілл | Клімат : Ламбертвілл |
| Показник              | Січ.                 | Лют.                 | Бер.                 | Квіт.                | Трав.                | Черв.                | Лип.                 | Серп.                | Вер.                 | Жовт.                | Лист.                | Груд.                | Рік                  |
| Середній максимум, °C | 4,4                  | 6,1                  | 11,1                 | 17,8                 | 23,3                 | 28,3                 | 30,6                 | 30,0                 | 26,1                 | 19,4                 | 13,3                 | 7,2                  | 18,1                 |
| Середній мінімум, °C  | −7,8                 | −6,7                 | −2,8                 | 2,8                  | 7,8                  | 13,3                 | 16,1                 | 15,0                 | 11,1                 | 4,4                  | −0,6                 | −5                   | 4,0                  |
| --------------------- | -------------------- | -------------------- | -------------------- | -------------------- | -------------------- | -------------------- | -------------------- | -------------------- | -------------------- | -------------------- | -------------------- | -------------------- | -------------------- |
| Джерело:              |                      |                      |                      |                      |                      |                      |                      |                      |                      |                      |                      |                      |                      |

## Демографія
Згідно з переписом 2010 року, у місті мешкало 3906 осіб у 1958 домогосподарствах у складі 897 родин. Було 2075 помешкань
Расовий склад населення:
| - 91,3 % — білих - 1,9 % — чорних або афроамериканців - 1,3 % — азіатів - 0,2 % — корінних американців - 4,1 % — осіб інших рас |

До двох чи більше рас належало 1,1 %. Частка іспаномовних становила 9,8 % від усіх жителів.
За віковим діапазоном населення розподілялося таким чином: 13,7 % — особи молодші 18 років, 68,9 % — особи у віці 18—64 років, 17,4 % — особи у віці 65 років та старші. Медіана віку мешканця становила 47,3 року. На 100 осіб жіночої статі у місті припадало 95,8 чоловіків;  на 100 жінок у віці від 18 років та старших — 93,6 чоловіків також старших 18 років.
Середній дохід на одне домашнє господарство  становив 97 955 доларів США (медіана — 79 444), а середній дохід на одну сім'ю — 122 965 доларів (медіана — 104 313). Медіана доходів становила 56 695 доларів для чоловіків та 59 554 долари для жінок. За межею бідності перебувало 4,5 % осіб, у тому числі 3,0 % дітей у віці до 18 років та 3,4 % осіб у віці 65 років та старших.
Цивільне працевлаштоване населення становило 2392 особи. Основні галузі зайнятості: освіта, охорона здоров'я та соціальна допомога — 30,6 %, науковці, спеціалісти, менеджери — 15,5 %, виробництво — 11,4 %, роздрібна торгівля — 9,4 %.